# Lubniewice
Lubniewice este un oraș în Polonia.